# 1-aus-n-Code

Codetafel – 1-aus-10-Code

Ein 1-aus-n-Code, auch One-Hot-Kodierung, stellt Zahlen binär dar, gewöhnlich für den Einsatz in der Digitaltechnik bzw. Computern.
Eine dezimale Ziffer wird im 1-aus-n-Code durch n Bits dargestellt, wobei jeweils nur ein Bit auf 1 gesetzt ist, während die restlichen n−1 Bits 0 sind.
Der Hamming-Abstand beträgt 2, weshalb 1-Bit-Fehler bemerkt (indem man feststellt, ob die Quersumme genau 1 ist), aber nicht korrigiert werden können. 2-Bit-Fehler können nicht zuverlässig entdeckt werden.
Der Code ist sehr redundant, denn n Bit könnten bis zu {\displaystyle 2^{n}} verschiedene Zahlen kodieren.
Der 1-aus-n-Code findet Anwendung insbesondere bei der Steuerung von Zustandsautomaten, der Speicheradressierung, beim maschinellen Lernen sowie in Tastenfeldern, Anzeigetafeln, Maschinensteuerungen und früher auch Nixie-Röhren.
| Beispiel für 1-aus-n-Code mit n=10 | Beispiel für 1-aus-n-Code mit n=10 | Beispiel für 1-aus-n-Code mit n=10 | Beispiel für 1-aus-n-Code mit n=10 |
| Dezimal- ziffer                    | 1-aus-10- codiert                  | Binär- codiert                     |                                    |
| ---------------------------------- | ---------------------------------- | ---------------------------------- | ---------------------------------- |
| 0                                  | 0000000001                         | 0 0 0 0                            |                                    |
| 1                                  | 0000000010                         | 0 0 0 1                            |                                    |
| 2                                  | 0000000100                         | 0 0 1 0                            |                                    |
| 3                                  | 0000001000                         | 0 0 1 1                            |                                    |
| 4                                  | 0000010000                         | 0 1 0 0                            |                                    |
| 5                                  | 0000100000                         | 0 1 0 1                            |                                    |
| 6                                  | 0001000000                         | 0 1 1 0                            |                                    |
| 7                                  | 0010000000                         | 0 1 1 1                            |                                    |
| 8                                  | 0100000000                         | 1 0 0 0                            |                                    |
| 9                                  | 1000000000                         | 1 0 0 1                            |                                    |

## Andere Binärcodes
- 1-aus-n-Decoder
- BCD-Code
- Aiken-Code
- Gray-Code
- Stibitz-Code
- Summencode